# Zámecký rybník (Lednice)
Zámecký rybník v Lednici je krajinnou dominantou anglické části lednického zámeckého parku. Prostírá se od zámku severním směrem a na jeho protějším konci stojí minaret. Rybník je rozčleněn mnoha ostrovy a ostrůvky, po kterých zčásti vede stezka propojená můstky. Největšími ostrovy jsou Ovčí a Grottův, na kterém je akvadukt a umělá jeskyně (grotta) Peklo.
Rybník je součástí národní přírodní rezervace Lednické rybníky, ačkoliv do stejnojmenné rybniční soustavy na Včelínku technicky vzato nepatří. Je napájen Zámeckou Dyjí, krátce před jejím zaústěním do Staré Dyje. Součástí rezervace je proto, že kromě vysoké estetické hodnoty je velmi cenný i z hlediska ochrany přírody, jde o mimořádně významné ptačí hnízdiště, např. kvakoše nočního.

## Galerie

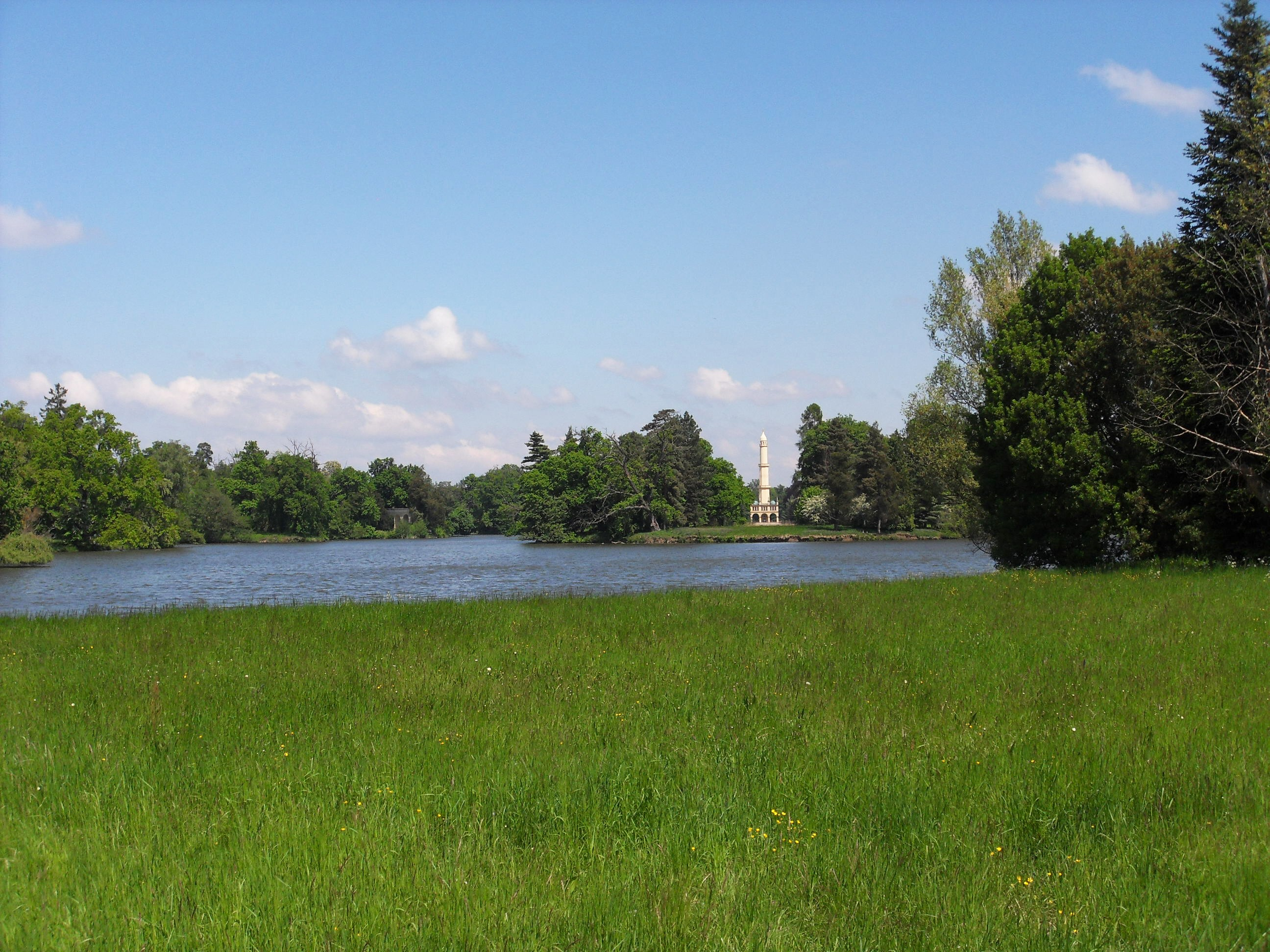
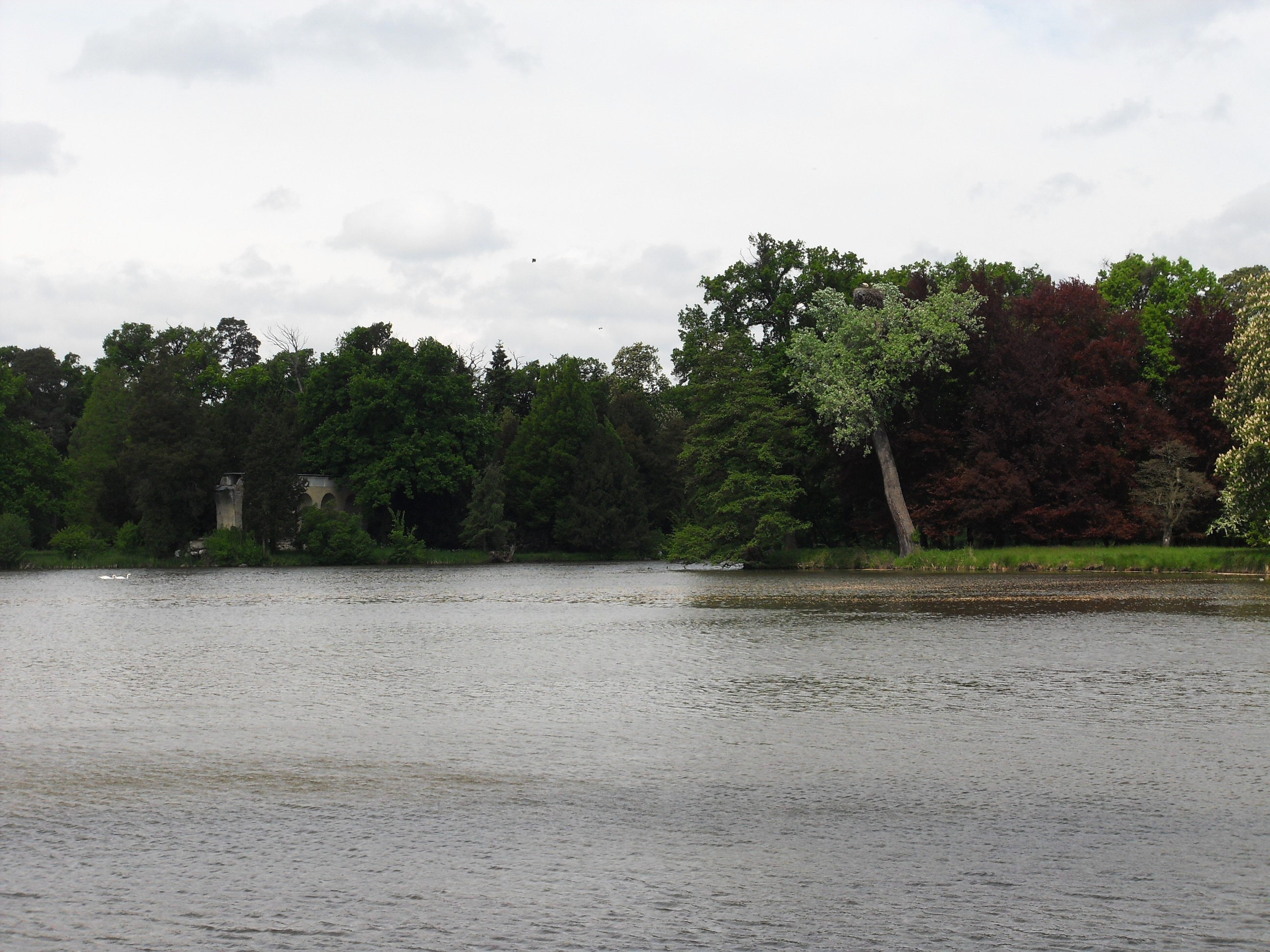
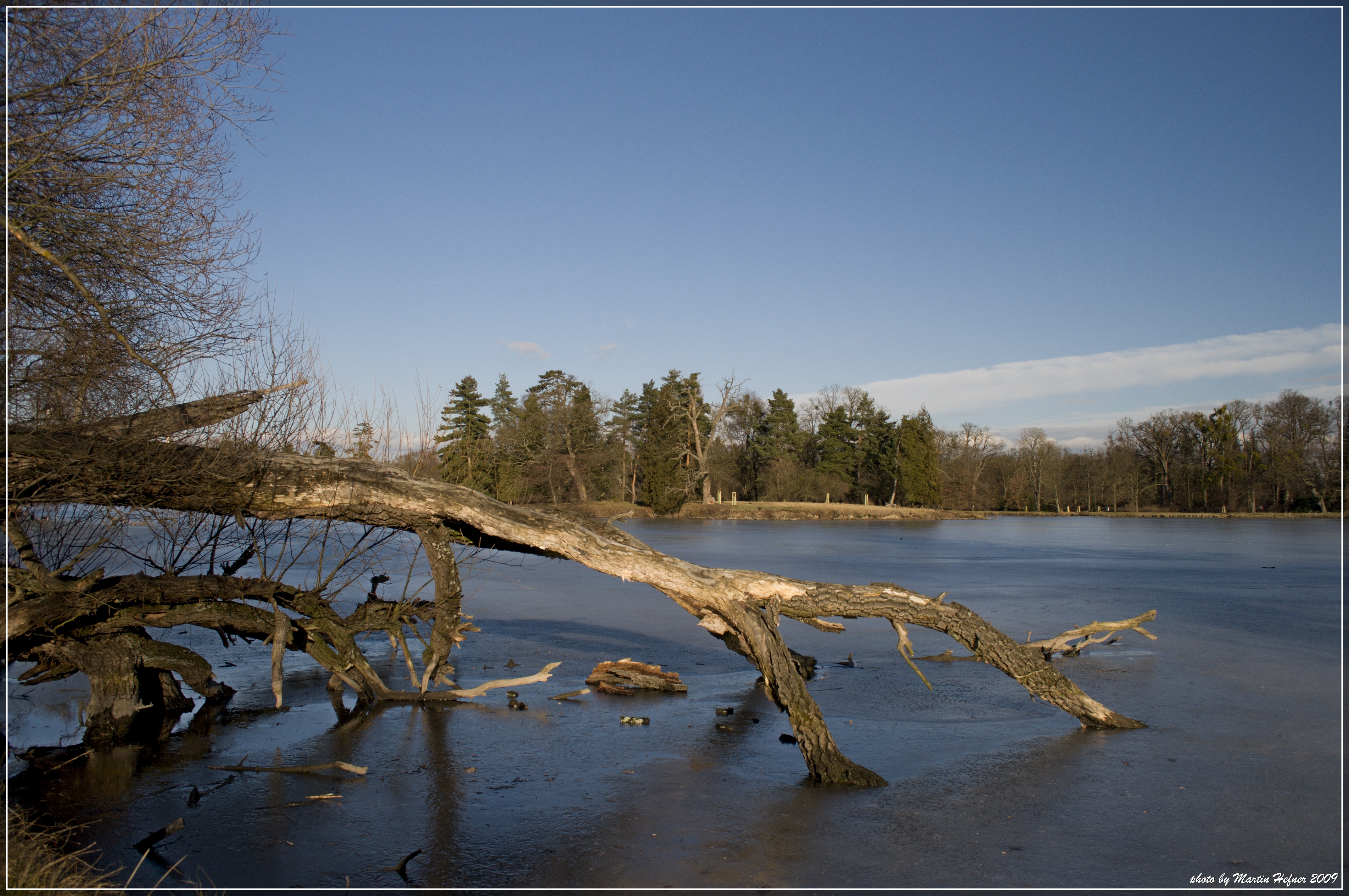
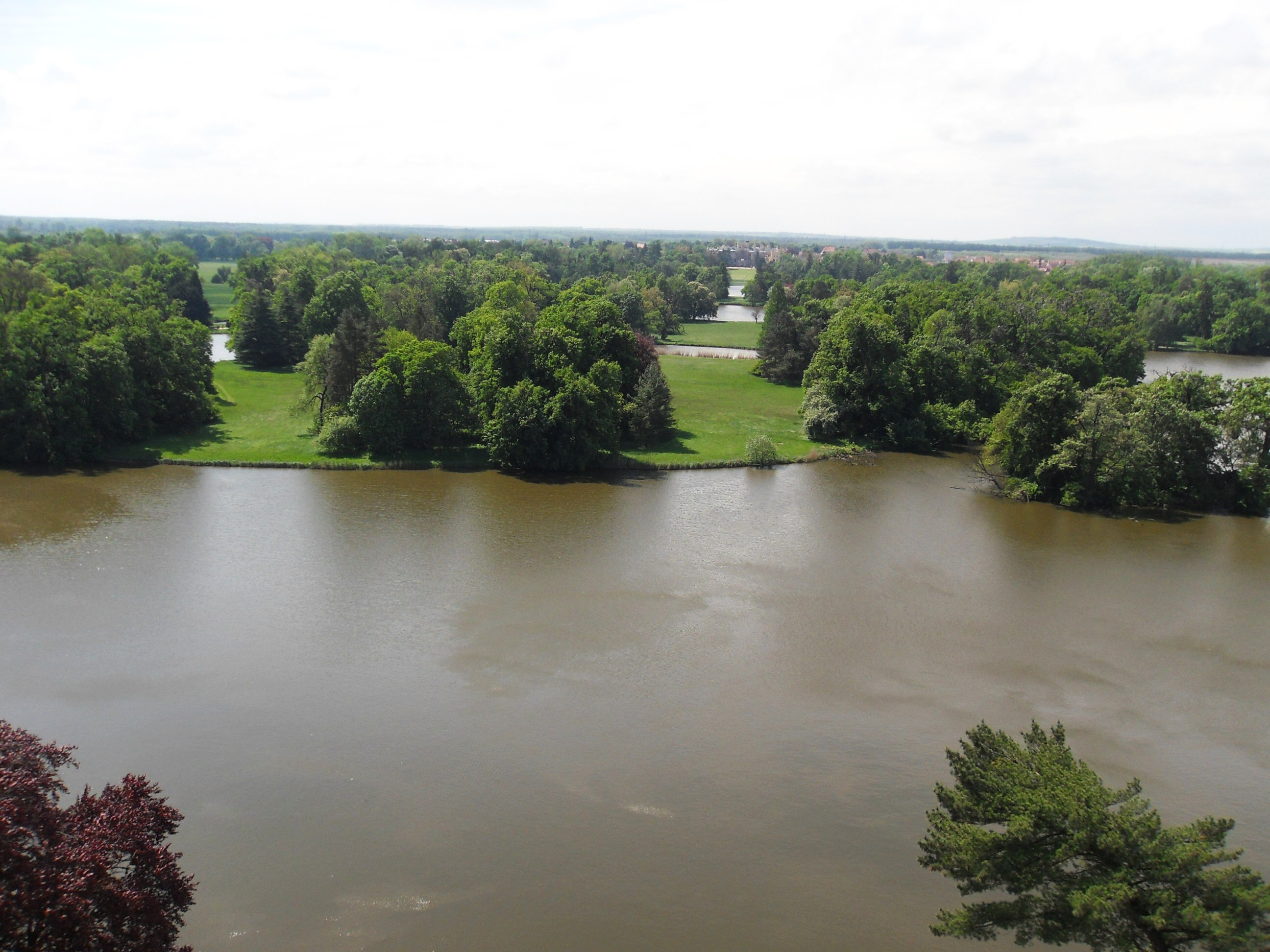
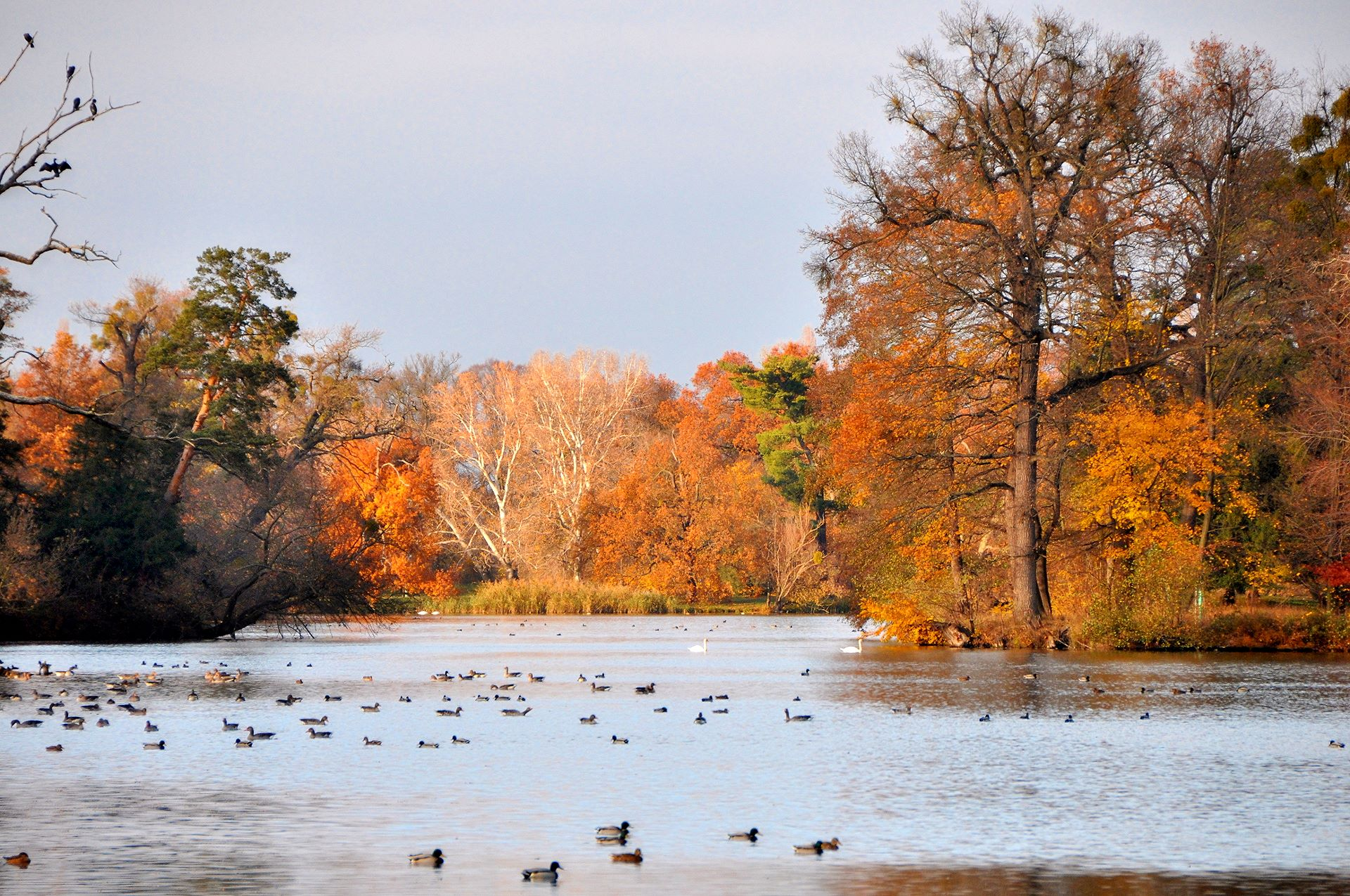
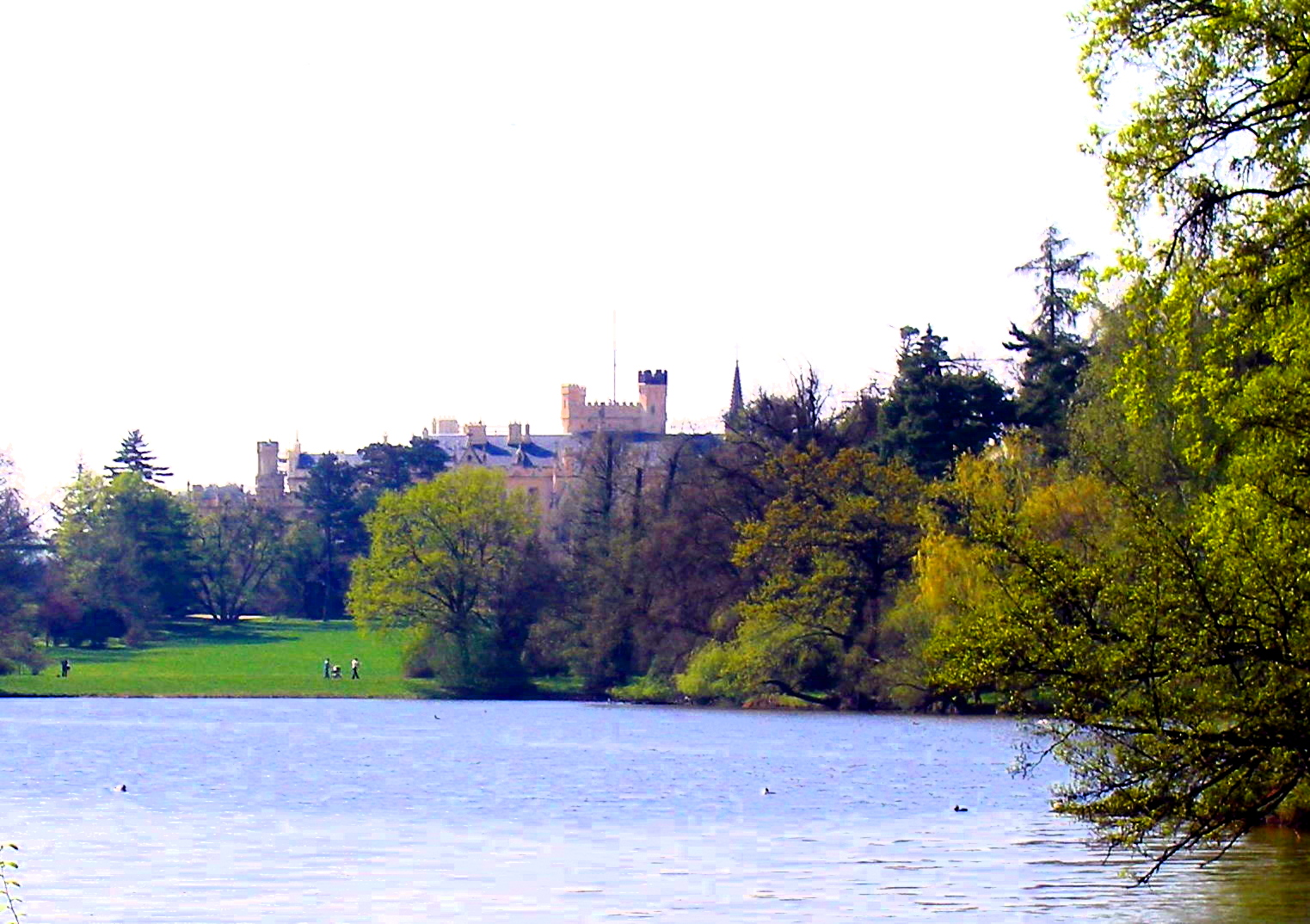
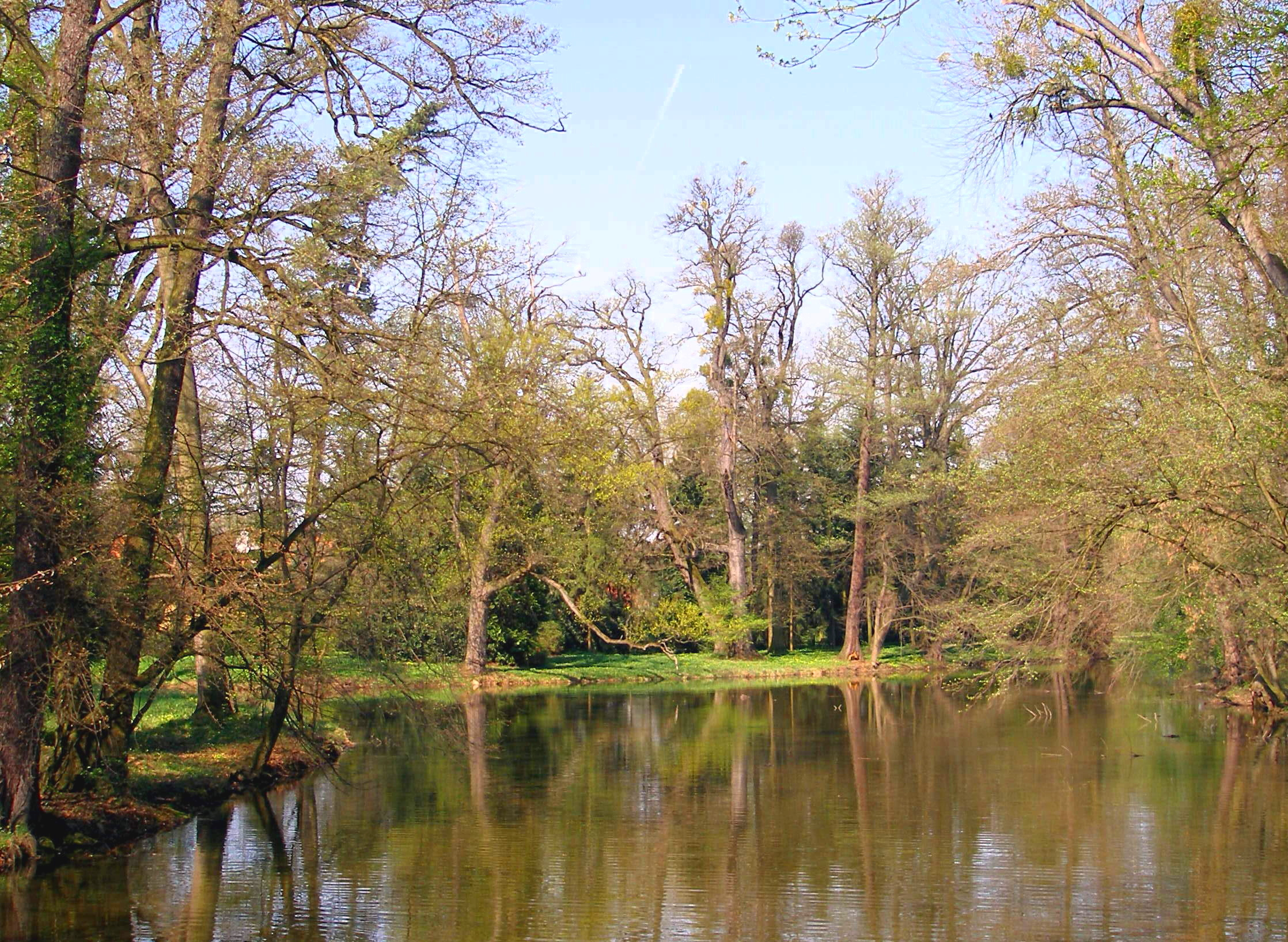
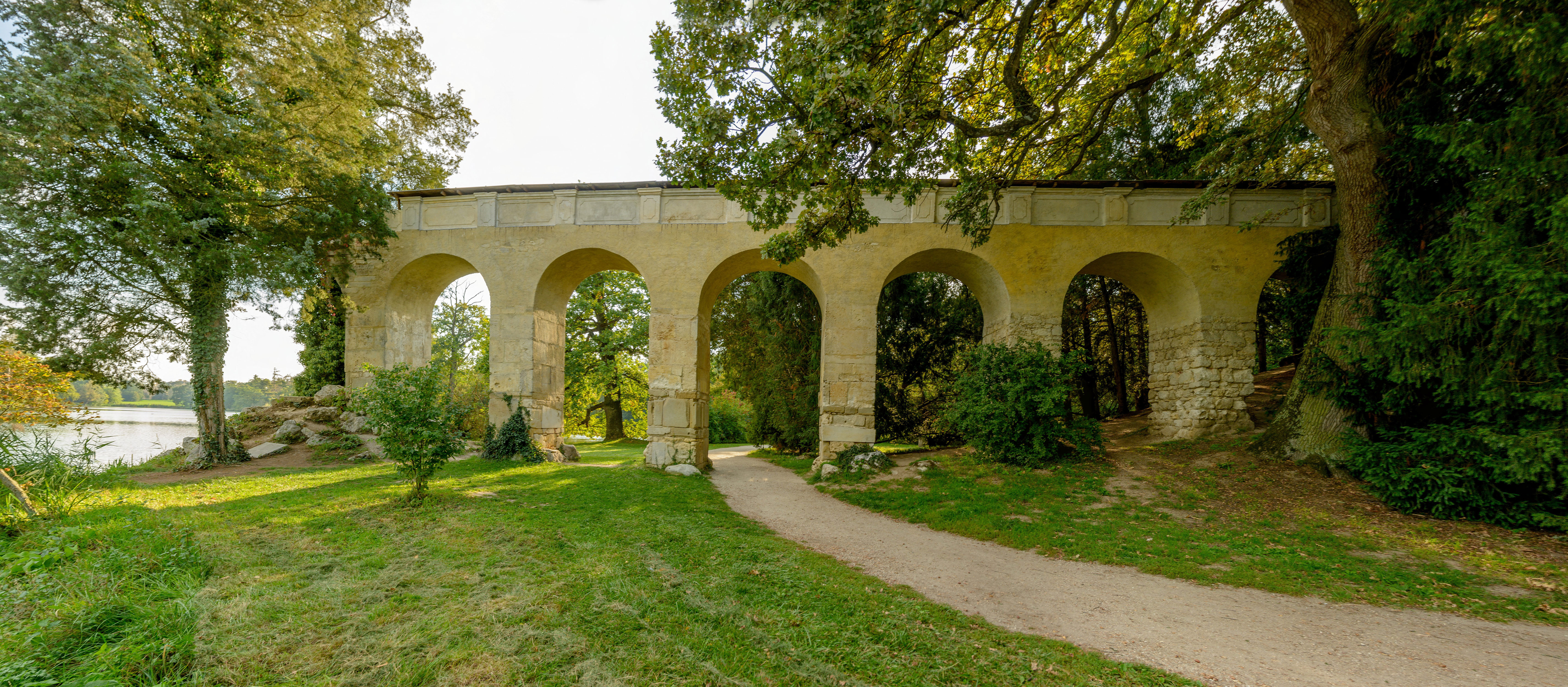
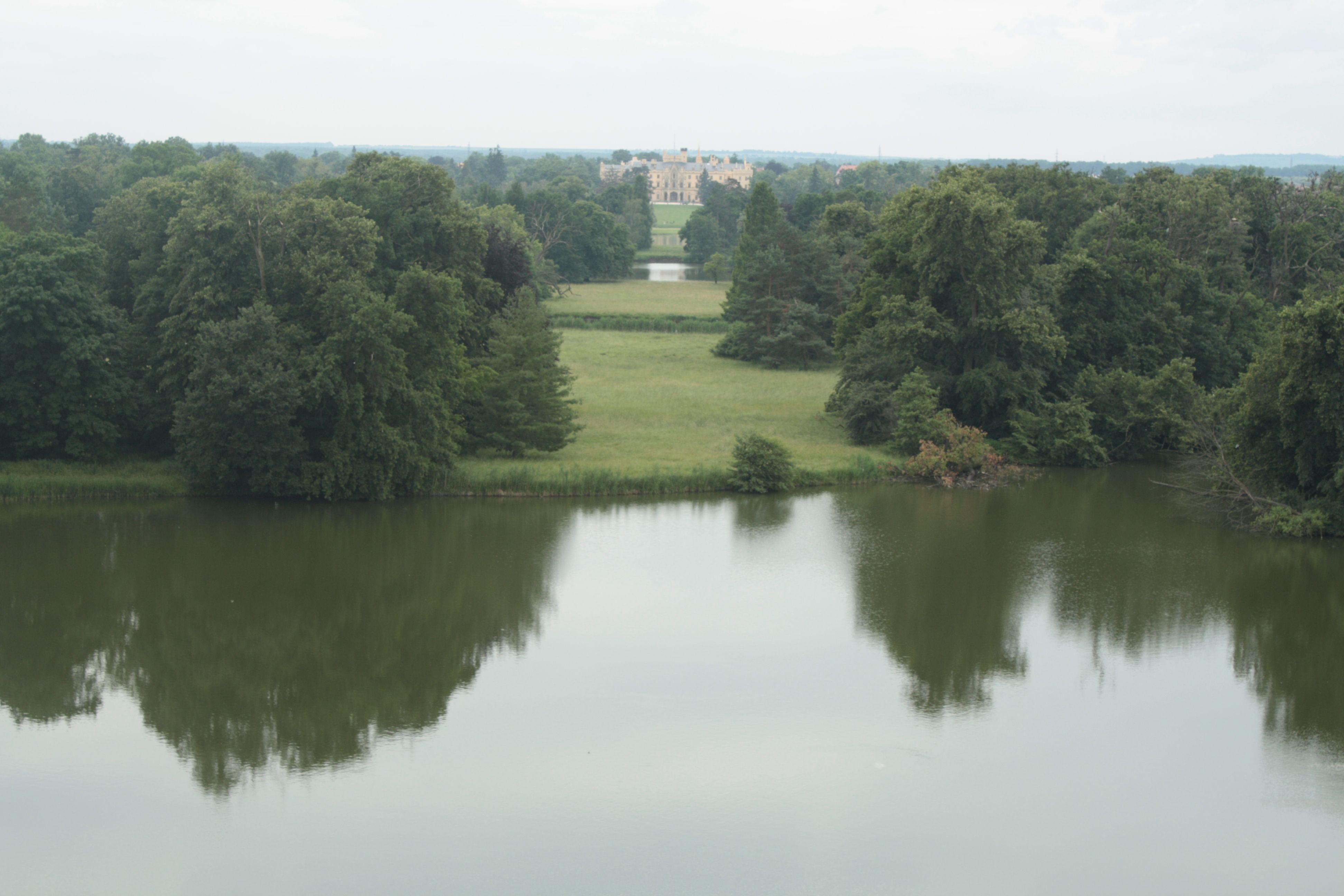
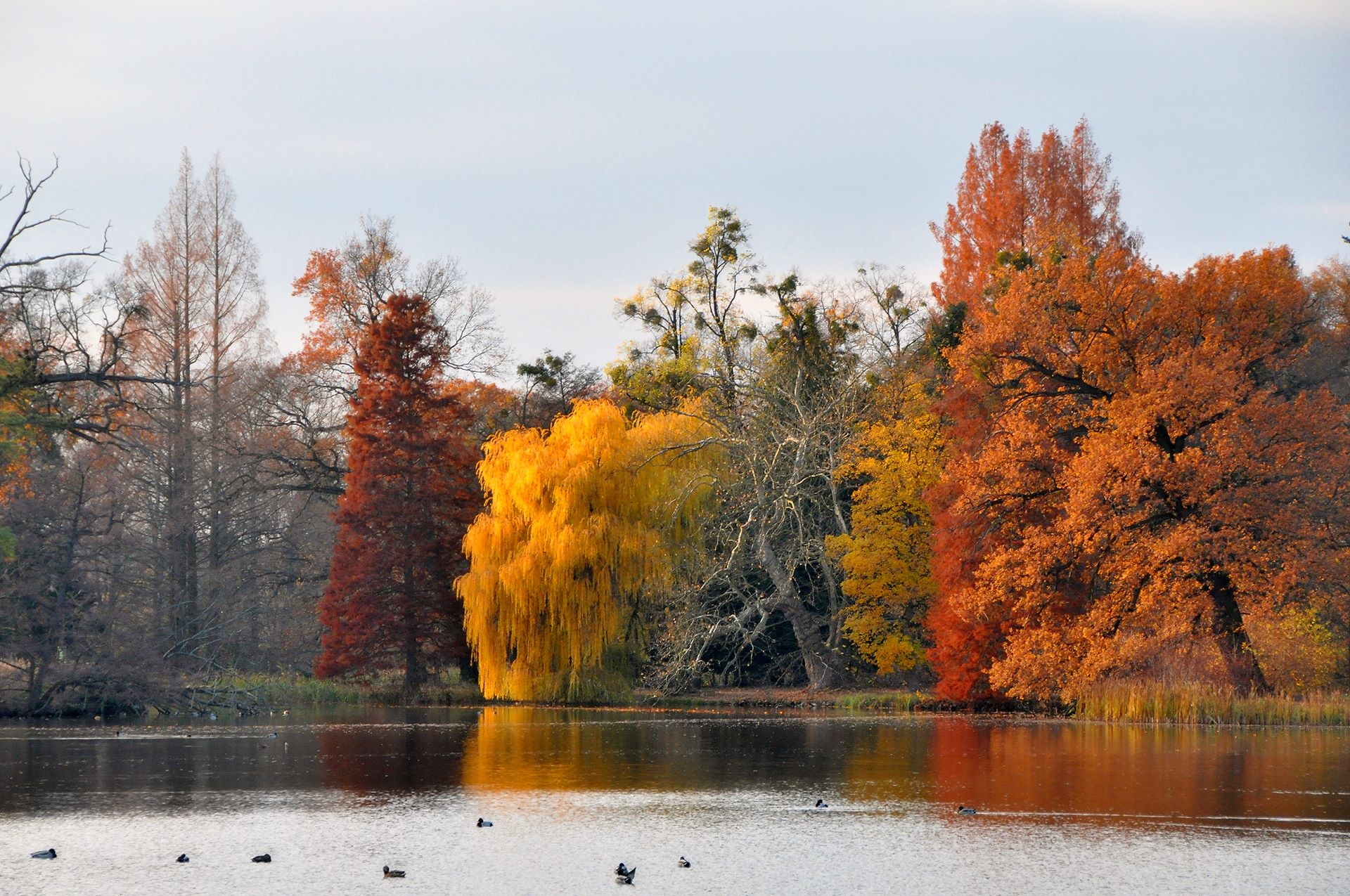